# Enregistreur de données d'accident

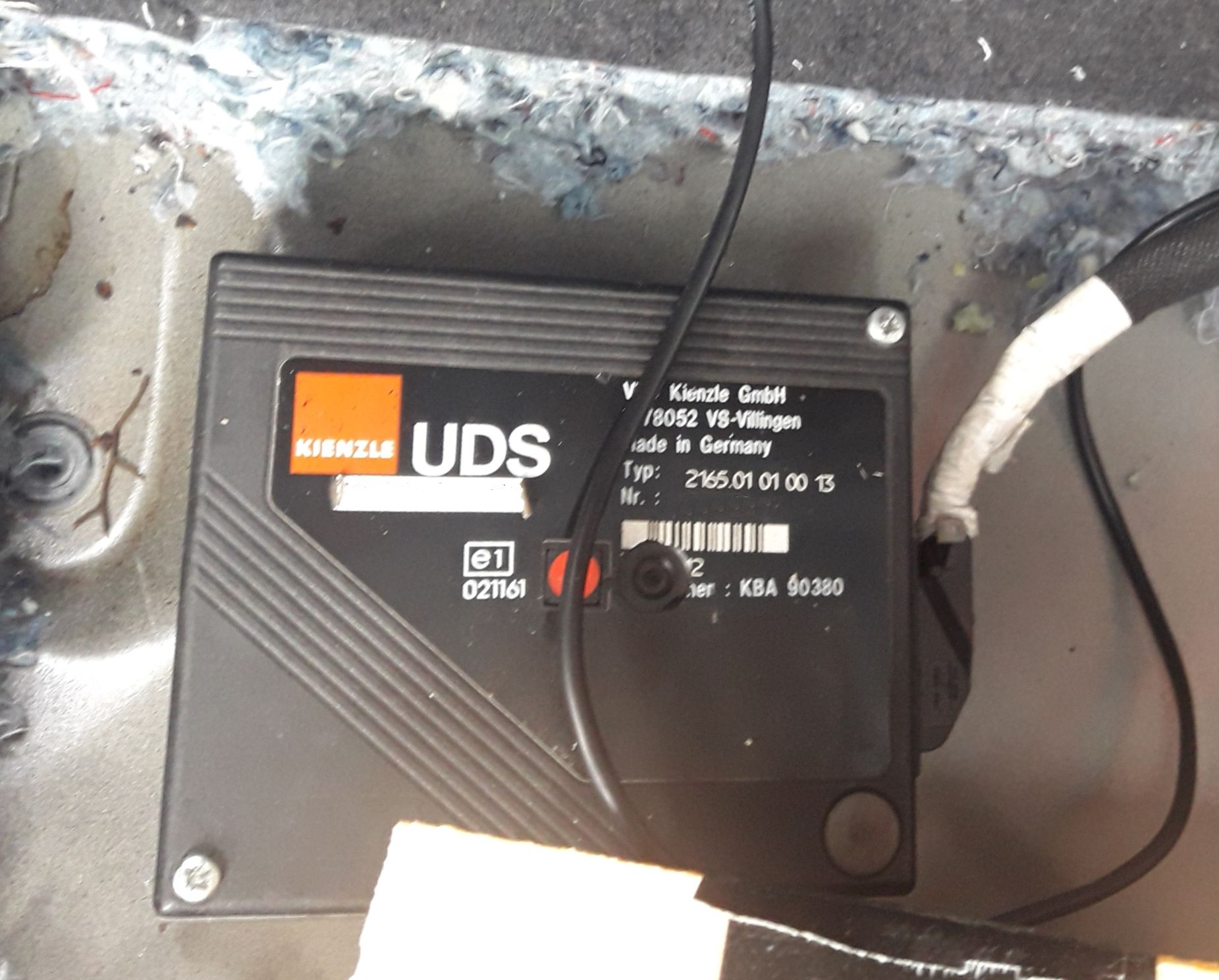
Enregistreur de données d’accident UDS 2165 (VDO Kienzle Version 1.3) - Situation d'installation lors d'un crash test.

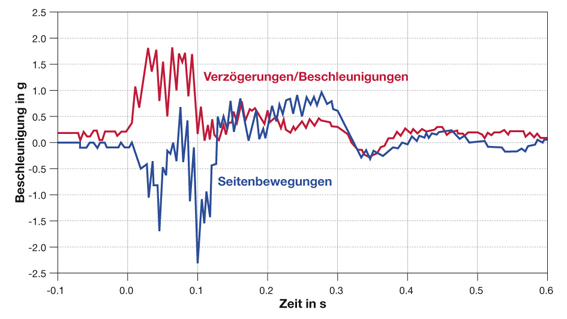
Exemple d'un tracé de données d'un enregistreur d'accident, qui est enregistré dans un accident de la route.

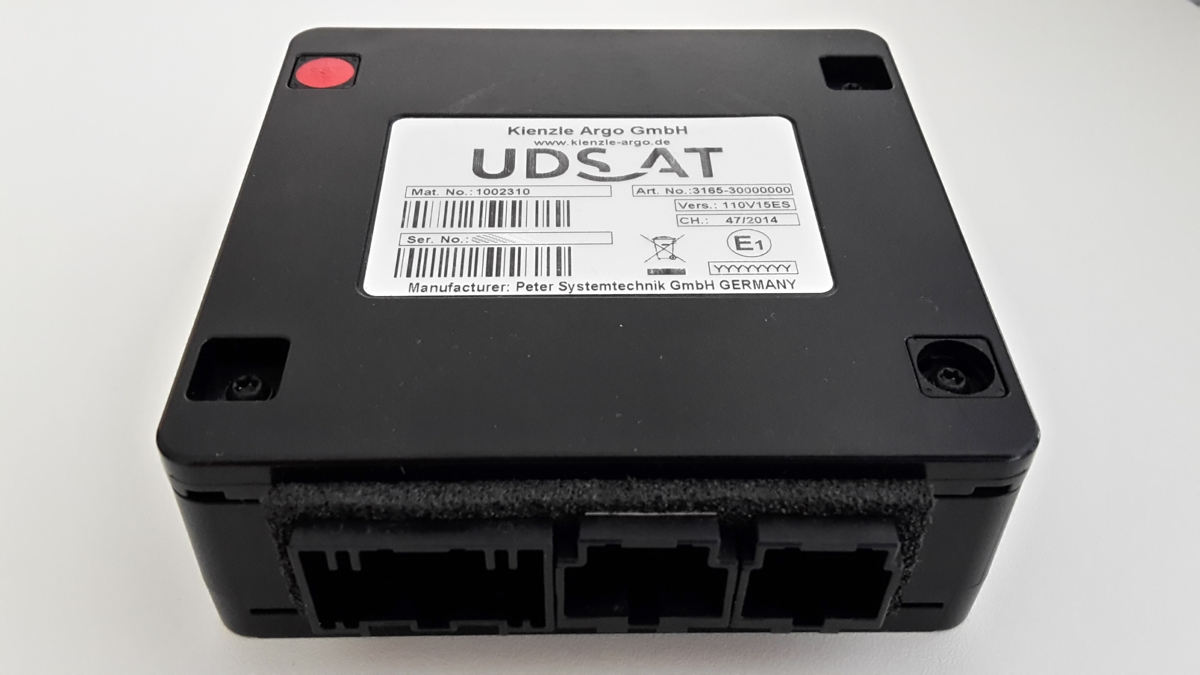
L'enregistreur de données d’accident UDS-AT, la troisième génération

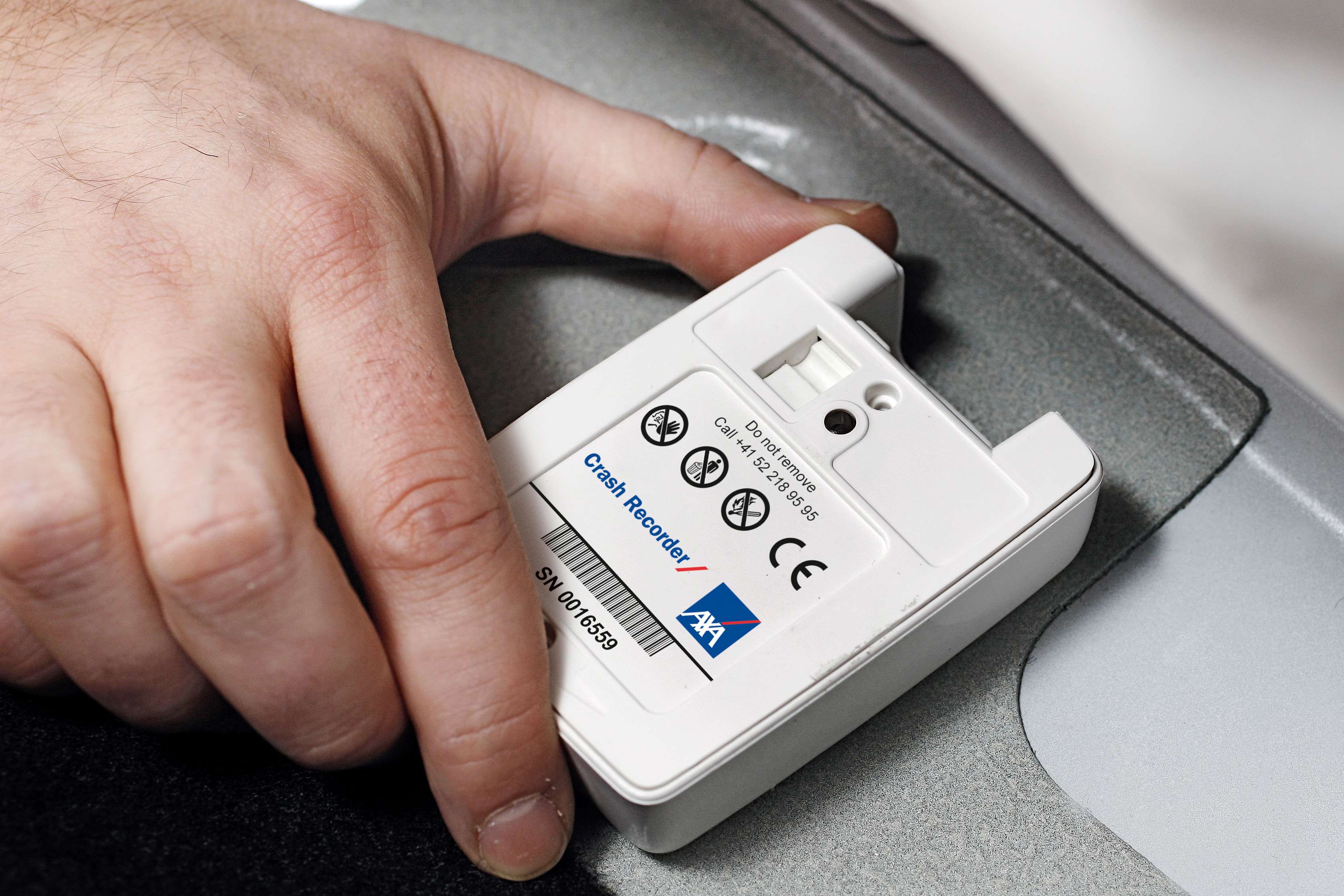
Crash Recorder

Pour les articles homonymes, voir Boîte noire.
L'enregistreur de données d’accident (en allemand Unfalldatenspeicher ou Unfall(daten)schreiber, abr. : UDS), appelé en Suisse enregistreur de données (en allemand Restwegaufzeichnungsgerät, abr. : RAG), ou plus communément boite noire, est un appareil électronique qui enregistre quelques secondes avant, pendant et après un accident de la route des données du véhicule telles que la position GPS, la vitesse, l'accélération, le freinage, le déclenchement des airbags, l'état du conducteur (éveil, sobriété) ou de la circulation (couplé avec une caméra) pour pouvoir déterminer les circonstances d'un incident ou d'un accident et ainsi démontrer ou non une responsabilité en cas de litige,.
Il peut être installé sur des véhicules à moteur (voitures, camions, bus et véhicules spéciaux) sur une base volontaire afin d'obtenir des informations plus précises sur les événements d'un accident. Dans certains pays ou espace économique — comme l'Allemagne ou l'Union européenne — existent des réglementations pour l’installation obligatoire dans différents véhicules. L'UDS enregistre en permanence diverses données du véhicule (telles que la vitesse, la direction de déplacement, l'accélération longitudinale et transversale du véhicule, l'état des feux, les clignotants et le freinage, etc.) et les garde temps avant leur élimination automatique.
De nombreux véhicules des autorités (tels que la police ou les ambulances) en sont équipés, car ils entrent souvent en conflit lors de feux clignotants ou lors de litiges concernant le respect des réglementations. Un effet secondaire des véhicules équipés d’UDS est que les conducteurs se comportent plus prudemment sur la route,. Selon une enquête de la Commission européenne des transports, les utilisateurs d'UDS ont connu une baisse de 20 à 30% des accidents de la route.
L'enregistreur de données d’accident est souvent utilisé par les experts ou les institutions lors d’essais de collision en tant qu’appareil de mesure.
L'installation (également plus tard) coûte environ 700 euros et peut entraîner une déduction pour certaines polices d'assurance. L'UDS peut être lu par un expert via un câble d'interface. L'enregistreur de données (anciennes générations) dispose d'un commutateur permettant au conducteur de supprimer les données stockées immédiatement après un accident afin de ne pas se gêner pour la question de culpabilité ultérieure. Cependant, cette fonctionnalité peut être désactivée, par exemple pour une utilisation dans les véhicules d'entreprise.
Ce type de dispositif n'est pas à confondre avec ce qui est communément appelé une dashcam qui est une caméra enregistrant les déplacements du véhicule, un traqueur GPS qui permet de suivre un véhicule sans enregistrer les données ou un chronotachygraphe qui enregistre les temps de parcours et la vitesse uniquement.

## Technique
UDS travaille pour mesurer les accélérations, en fonction de l'équipement dans deux ou trois directions spatiales, avec des capteurs micromécaniques. Souvent, plusieurs systèmes de capteurs avec des résolutions différentes sont utilisés pour pouvoir enregistrer les processus dynamiques de conduite d'une part et la dynamique de collision eux-mêmes d'autre part. Les systèmes à valeur élevée offrent également la possibilité de mesurer les mouvements de rotation ainsi que la vitesse du véhicule. Ce dernier peut, par exemple, être calculé à partir du signal du capteur de vitesse de roue du véhicule. L'enregistrement de tous les signaux disponibles sur le bus de données CAN du véhicule est possible avec des dispositifs à valeur élevée, ainsi que la détection d'un signal GPS pour déterminer la position et la vitesse. Selon le fabricant, environ 20 à 30 secondes sont enregistrées avant et 10 à 15 secondes après un événement.
Sont connus aujourd'hui (à partir de 2018) dans les pays germanophones essentiellement deux d'entre eux adaptés à la conversion de stockage de données accident. La société Blacktrack propose une solution économique, principalement utilisée par le secteur des assurances (par exemple, AXA Winterthur en Suisse). En revanche, l'UDS-AT développé par le consortium d'entreprise Peter Systemtechnik GmbH et Kast GmbH offre des possibilités étendues d'enregistrement et d'intégration dans un véhicule.
Selon le mode d'emploi, la moto Kawasaki Z 800 (en) est équipée d'une mémoire de données d'accident intégrée. Cela enregistre la vitesse du véhicule, la vitesse du vilebrequin et l'ouverture du papillon dans un court laps de temps (10 s).
Les appareils d’enregistrement des chemins résiduels de la société Mobatime AG sont des appareils externes qui reposent sur des signaux embarqués existants (distance, vitesse, états de fonctionnement des entrées d’état) et les stockent dans un buffer circulaire pendant au moins les douze derniers kilomètres. Contrairement à un enregistreur de données d'accident, ils ne disposent pas de leurs propres capteurs de mesure.

## Exploitation des données

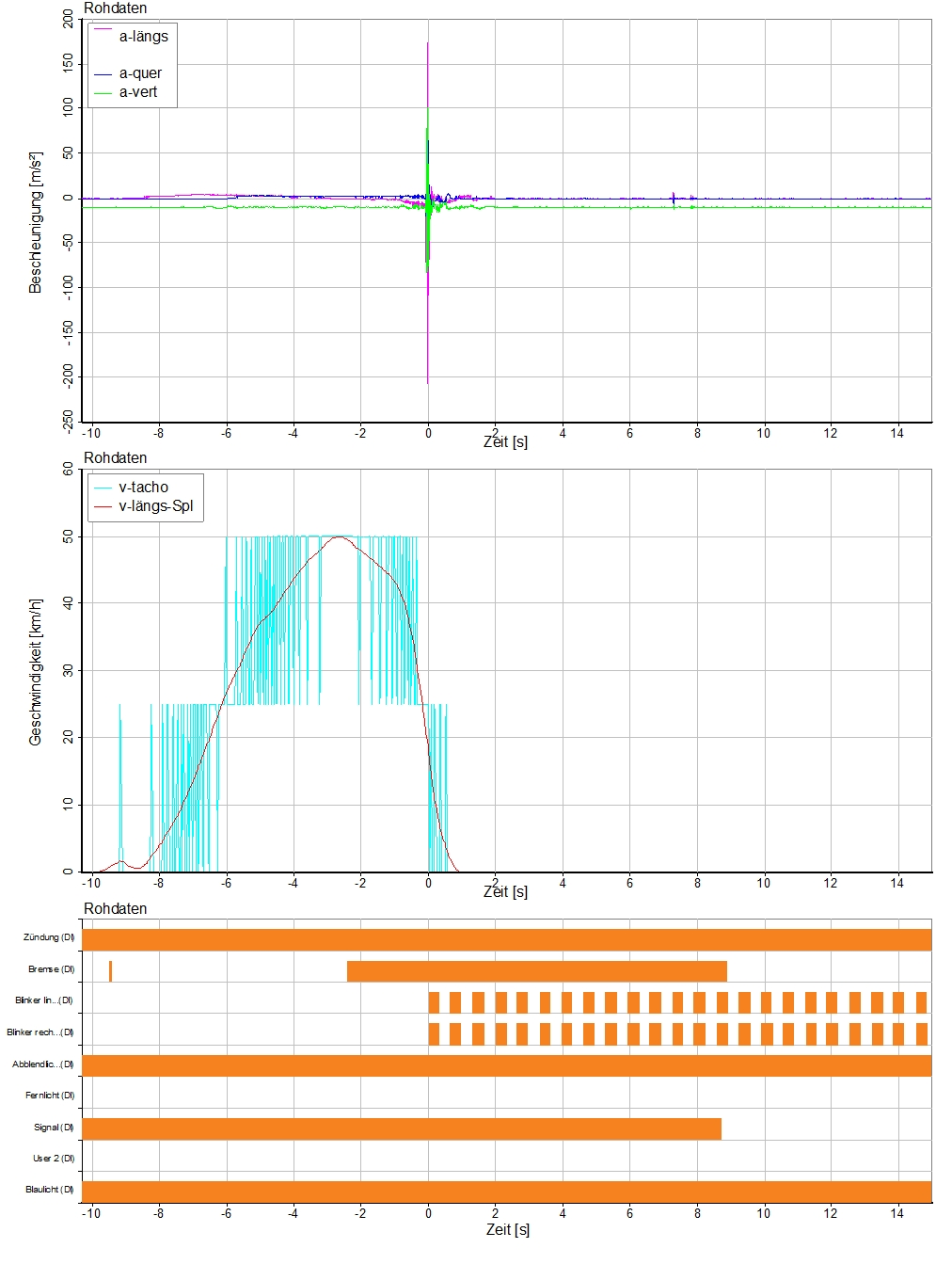
Données de mesure d'un accident réel provenant d'un enregistreur de données d'accident.

L'évaluation et l'interprétation des données de mesure d'un accident de la circulation nécessitent des connaissances particulières dans les domaines de la dynamique du véhicule, de la reconstruction des accidents, de la métrologie et, enfin, de la technique de stockage des données accidentelles. Pour UDS, il existe une zone de commande séparée en Allemagne.
La photo de droite montre les courbes de données (non traitées) d'un accident réel enregistré avec un UDS. Les accélérations mesurées, la vitesse et les différents canaux d'état sont tracés dans le temps. On peut voir, par exemple, que les signaux spéciaux du véhicule ont été allumés avant la collision et que le conducteur appliquait encore le frein auparavant.

## Historique

### Premiers enregistreurs
L'enregistreur de données d’accident désormais connu a été inventé par Mannesmann Kienzle GmbH et déposé pour brevet en 1992,. Le développement a commencé en Allemagne au début des années 1980 avec les deux sociétés MBB et Kienzle, qui ont poursuivi différents concepts. En général, la boîte noire a été prise comme modèle, développée au début des années 1950 en Australie par David Warren. En 1973 déjà, General Motors déposait un brevet pour un « testeur d’impact de véhicule ». Mannesmann Kienzle a réalisé le premier enregistreur de données d’accident au début de 1993.

### Uniformisation des enregistreurs
La législation du Japon, de l'Allemagne, du Royaume-Uni et de l'Union européenne prévoit qu'avec les voitures automatisées commercialisées dès 2021, les enregistreurs soient nécessaires dans ces véhicules. L'enregistreur devrait permettre de savoir si la délégation de conduite est active au moment de l'accident: Chaque véhicule équipé d’un système automatisé de maintien dans la voie (ALKS) doit être muni d’un système de stockage des données pour la conduite automatisée.
En 2021, une proposition de règlement relative à l'event data recorder a été réalisée par la CEE-ONU. Cet EDR consisterait à enregistrer cycliquement différents paramètres du véhicule à l'exception des paramètres audio et vidéos.

## Concepts similaires ou différents dans l'automobile

### EDR d'un ECU
Un Event data recorder (en) (EDR) n'est pas un enregistreur de données d'accident au sens d'un dispositif autonome, plus ou moins indépendant du véhicule, étant donné qu'un EDR est généralement un module électronique supplémentaire dans une unité de commande électronique existant (par exemple du coussin gonflable de sécurité ou « airbag ») dans une voiture. Les EDR reposent exclusivement sur des signaux embarqués, tandis que les UDS ont leurs propres capteurs inertiels. Les véhicules équipés de systèmes airbag mémorisent les données relatives à l'accident (accélération des chocs, conditions de la boucle de la ceinture, position des sièges, temps de déclenchement) dans la mémoire interne de l'électronique de déclenchement. Cependant, la taille des données varie selon le fabricant et ne s'étend que sur quelques secondes ou fractions. Les règlements de la NHTSA exigent des ensembles de données uniformes pour tous les systèmes fabriqués à partir de 2010.

### CEE-ONU
En 2021, une proposition de règlement relative à l'event data recorder (« enregistreur de données d’événement ») a été réalisée par la Commission économique pour l'Europe des Nations unies (CEE-ONU).
Ce règlement pourrait tout aussi bien concerner l'accord de 1958 (homologation CEE-ONU) que l'accord de 1998 (règlement mondial).
Ce règlement définit les données à enregistrer, leur survivabilité à un accident afin que des données soit effectivement enregistrées pour permettre une investigation effective de l'accident pour l'analyse de la performance des équipements de sécurité. Selon les concepteurs de ce règlement, ces données permettront alors de développer des véhicules plus surs.
Cet EDR consisterait à enregistrer cycliquement différents paramètres du véhicule à l'exception des paramètres audio et vidéos: les paramètres peuvent notamment comprendre l’activité de certains calculateurs (ABS, Airbag, prétensionneur, ceinture de sécurité, ESC) et des paramètres physiques (vitesse du moteur, accélérations latérale et longitudinale, vitesse affichée du véhicule)[réf. non conforme].

« L’objectif visé ici est de s’assurer que les EDR enregistrent, sous un format prêt à l’emploi, des données utiles permettant de mener des enquêtes efficaces en cas d’accident et d’analyser les performances des équipements de sécurité (systèmes de retenue avancés, par exemple). Ces données aideront à mieux comprendre dans quelles circonstances se produisent les accidents et les blessures et, ainsi, faciliteront la conception de véhicules plus sûrs.
Les Parties contractantes peuvent rendre obligatoires les prescriptions relatives aux EDR pour les véhicules des catégories M1 ou N1, mais n’y sont pas tenues. »

— Orientations concernant les éléments relatifs au fonctionnement des enregistreurs de données de route (EDR) qu’il serait utile d’intégrer dans les résolutions ou les règlements établis dans le cadre des Accords de 1958 et de 1998
La CEE-ONU a approuvé le règlement 160 définissant des EDR pour les véhicules légers (M1 et N1 jusqu'à 3500 kg) lors de la 183e session en mars  2021.
Le règlement 169 concerne les véhicules lourds.

### Union européenne
Dans l'Union européenne, le Règlement (UE) 2019/2144 du Parlement Européen et du Conseil du 27 novembre 2019 relatif aux prescriptions applicables à la réception par type des véhicules à moteur et de leurs remorques, ainsi que des systèmes, composants et entités techniques distinctes destinés à ces véhicules prévoit l'utilisation d'un enregistreur de données d’événement sur les voitures et camionnettes neuves dès le 6 juillet 2022 (sur les autres véhicules neufs à partir de 2026).
L'Union européenne veut se positionner en faveur de la proposition de série 01 d’amendements au règlement ONU sur les enregistreurs de données d’événement entre le 9 et le 11 mars 2021, lors de la 183e session au sein du Forum mondial pour l'harmonisation des réglementations sur les véhicules de la Commission économique pour l'Europe des Nations unies.
L'Union européenne a traduit le règlement 160 dans les différentes langues de l'Union européenne; en langue française, il est question d’enregistreur de données de route.
La définition de l'Enregistreur de données de route (EDR) donnée par le règlement 160 est :

« un dispositif ou une fonction d’un véhicule qui enregistre les données dynamiques des séries chronologiques pendant la période précédant immédiatement un événement (par exemple vitesse du véhicule par rapport au temps) ou pendant un accident (par exemple delta-v par rapport au temps), aux fins de récupération des données après l’accident. Au sens de la présente définition, les données sur les événements ne comprennent pas de données audio ni vidéo »

— règlement 160
Dans l'Union européenne, le règlement 160 entre en vigueur au 30 septembre 2021.
Le règlement délégué 2022/545 du 26 janvier 2022 fixe les méthodes de récupération des données et les normes de contrôle technique.

#### France
En France, le décret du 14 avril 2021 encadre l'accès à ces données.
En France, aucune loi n'interdit l’utilisation de ce type d'équipement qui se démocratise également à grands pas (15 000 ventes en 2012).
Le 6 juillet 2022, comme dans l'Union européenne (voir section correspondante), l'enregistrement de données permettant d'analyser ce qu'il s'est passé lors d'un accident (par un enregistreur de données d'événement) devient obligatoire sur les nouveaux modèles de véhicules.

#### Allemagne, Autriche
En Allemagne, certains constructeurs envisagent[Quand ?] d'équiper de futurs véhicules autonomes avec un dispositif similaire à ceux utilisés aux États-Unis.
L'utilisation de ce type de système couplé avec une caméra est actuellement[Quand ?] interdit en Autriche[pourquoi ?][réf. non conforme].

### Au Canada
Au Canada, un accident entre un train et un autocar à étage a révélé l'absence d'obligation d' event data recorder sur les véhicules lourds au Canada. La présence d'un tel event data recorder aurait permis aux enquêteurs d'obtenir plus d'information sur l'accident. Toutefois, il n'existe alors aucun standard ni à l'international ni aux États-Unis relatif aux event data recorder sur les véhicules lourds[réf. non conforme].
Cependant, au Canada, il est considéré qu'en event data recorder n'offre qu'une contribution secondaire à la sécurité routière.

« Un manque d'uniformisation quant à la nature des données qui sont enregistrées, des formats dans lesquels elle sont actuellement gardées, et du moyen par lequel les données peuvent être extraites, ainsi que les préoccupations liées à la protection personnelle peuvent occasionner des difficultés importantes dans l'accessibilité répandue des données. Il est par conséquent impératif que le milieu de la sécurité routière prenne en considération l'utilité de ces systèmes de données au stade initial, et se fasse le champion de leur développement et usage ultérieurs, s'ils sont perçus comme étant bénéfiques à la cause de la promotion d'un transport en sécurité. »

— The Use of Event Data Recorders in the Analysis of Real-World Crashes, Alan German, Jean-Louis Comeau, Brian Monk Road Safety and Motor Vehicle, Regulation Directorate, Transport Canada, Kevin J. McClafferty, Paul F. Tiessen, Multi-Disciplinary Accident Research Team, University of Western Ontario, Joseph Chan, Transportation Centre, University of Saskatchewan — Actes de la XIIe Conférence canadienne multidisciplinaire en sécurité routière; 10-13 juin 2001; London, Ontario

### Aux États-Unis
Aux États-Unis, en 2005, 64 % des véhicules étaient équipés d'un enregistreur de données d’événement d'après la NHTSA quasiment tous les véhicules à ce jour en sont équipés. Aux États-Unis, depuis 2013, 15 données sont enregistrées dans la boite.

### En Asie
En Russie et dans les pays asiatiques, ce type de boîte noire se démocratise grandement. À Taïwan et au Japon, la plupart des taxis et des véhicules à usage collectif sont équipés de plusieurs caméras et enregistreurs de données,.

### Accident data recorder du sport automobile
En sport automobile, les enregistreurs de données d’accidents (Accident data recorder, ADR) doivent être utilisés dans différentes séries, comme spécifié par la FIA. À partir de la saison 2015, l'utilisation d'un ADR dans le championnat de Formule 4 était obligatoire. Dans la série supérieure, l'utilisation est obligatoire depuis un certain temps. Outre les données des capteurs d'accélération montés sur le véhicule, les charges agissant sur le conducteur sont également mesurées avec un capteur d'accélération intra-auriculaire. En raison des vitesses plus élevées dans les sports de formule par rapport à la circulation routière, les capteurs ont une plage de mesure de ± 150 g avec une résolution de 0,1 g. Deux secondes sont enregistrées avant un événement. Avec une durée d'événement de 30 s, 10 événements peuvent être stockés.

## Polémiques
Les associations d'usagers de la route craignent un détournement de la mission de la boîte noire au fil du temps. Elles redoutent que les données ne soient pas seulement analysées en cas d'accident, notamment en cas d'interception du véhicule par les forces de police à défaut de radar ; les enregistrements de bord permettant de cerner la vitesse pratiquée juste avant par le conducteur.